# Codex Dublinensis
De Codex Dublinensis (Gregory-Aland no. Z of 035, von Soden ε 26) is een van de Bijbelse handschriften. Dit manuscript dateert uit de 6e eeuw en is geschreven met hoofdletters (uncialen) op perkament.

## Beschrijving
De codex bevat de tekst van het Evangelie volgens Matteüs, met lacunes. In zijn geheel telt de Codex Dublinensis 309 bladen (27 x 20 cm), die telkens bestaan uit een kolom tekst van 21 regels. Het schrift heeft grote, duidelijke, en nauwkeurige letters. De codex bevat wel de sectienummering volgens Ammonius, maar de tabellen met de Canons van Eusebius ontbreken. Het is een palimpsest. De bovenste tekstlaag is een tekst van de kerkvaders, geschreven in minuskels. Het grootste deel ervan is van Johannes Chrysostomus. Citaten van het Oude Testament worden door een >-tekentje aangegeven.. De letters hebben geen accenten of aspiratietekens. De vorm van de letter "mu" is opvallend: ze lijkt op een omgekeerde Π (Pi). Er komen iotacismen voor in deze codex: αι wordt met ε verward, en ι met ει.
Inhoud
Matteüs 1:17-2:6, 2:13-20, 4:4-13, 5:45-6:15, 7:16-8:6, 10:40-11:18, 12:43-13:11, 13:57-14:19, 15:13-23, 17:9-17, 17:26-18:6, 19:4-12, 21-28, 20:7-21:8, 21:23-30, 22:16-25, 22:37-23:3, 23:15-23, 24:15-25, 25:1-11, 26:21-29, 62-71.
Tekst
De Codex Dublinensis geeft de Alexandrijnse tekst weer, vergelijkbaar met de Codex Sinaiticus. Kurt Aland plaatste de codex in Categorie III.

## Geschiedenis
John Barrett ontdekte het handschrift in 1787, en publiceerde de tekst ervan in 1801. In 1853 werd de tekst verder bestudeerd door Tregelles. Door het gebruik van chemicaliën kon hij 200 letters toevoegen aan Barretts tekstuitgave.
Het handschrift wordt bewaard in de Trinity College Library (Ms. 32) in Dublin.